# Aeroportul Chatham Islands / Tuuta
Aeroportul Chatham Islands / Tuuta (IATA: CHT, ICAO: NZCI) este un aeroport din Chatham Islands Territory⁠(d), Noua Zeelandă ce deservește zona Chatham Islands Territory⁠(d).
Situat la o altitudine de 13 m, aeroportul dispune de 1 pistă.

## Infrastructură

### Piste
Aeroportul dispune de o singură pistă. Pista 05/23 are suprafața de asfalt. 